# J. D. Crowe
Pour les articles homonymes, voir Crowe.
James Dee Crowe, né le 27 août 1937 à Lexington (Kentucky) et mort le 24 décembre 2021, est un banjoïste américain et l'un des musiciens bluegrass les plus influents des années 1970,.

## Biographie
J. D. Crowe commence le banjo à treize ans en étudiant la technique de main droite d'Earl Scruggs et il fait rapidement partie de plusieurs groupes de bluegrass. D'abord influencé par Earl Scruggs, le rock 'n' roll et le blues, il a joué dans plusieurs groupes dans les années 1960, créant ainsi son propre style en y incluant de la country, du bluegrass, du rock et du blues. Il devint célèbre lors de sa tournée aux côtés de Jimmy Martin qui dura quatre ans dans les années 1950.

## Discographie

### Première expérience: J.D. Crowe avecJimmy Martin & the Sunny Mountain Boys
J.D. Crowe a enregistré 42 titres en studio avec Jimmy Martin entre fin 1956 à août 1960, puis en entre septembre 1963 et novembre 1966. Une partie des œuvres correspondantes a été publiée dans les LP suivants :
- 1960: Good 'N Country (Decca DL7-4016 : pistes: A1-B1, B3-B6, avec Paul William à la Mandoline, (excepté A5)[5]
- 1964: Widowmaker (Decca DL 4536)[6]
- 1966: Big and Country Instrumentals, (Decca DL7-4891, pistes: A1-A4 et B2, avec Vernon Derrick (Mandoline), Buddy Spicher : (violon), Bill Yates (basse) - B5: enregistré en 1963, avec Bill Torbert à la Mandoline et Tater Tate: au violon))[7]

- L'intégralité des 42 morceaux enregistré en studio par J.D. Crowe pour Jimmy Martin, apparaissent en ordre chronologique dans le coffret de 5 CD : Jimmy Martin and Sunny Mountain Boys 1954-1974 (Bear Family BCD-15705) : pistes 11-43, 73-76, 107-111)[4],[8]

- 1984 Big Jam Session Engegistré en public en 1959 au Johnny Sanders house, Lubbock, Texas, USA, avec Paul Williams (mandolin) et Terry Smith (basse) (Old Homestead OH-159)[4].

### J.D. Crowe and the Kentucky Mountain Boys
- 1968 : Bluegrass Holiday (avec Red Allen (en)  (guitare), Doyle Lawson (en) (mandoline), Bobby Slone (basse) (Lemco LP-609, réédité en 1981 on Rebel REB-1598[4],[9][10],[11],[12].

- 1970 : Ramblin' Boy (Lemco LP-610 – réédité as Blackjack en 1978: Rebel SLP-1583)(Doyle Lawson (en) (guitare, vocal), Larry Rice (en) (mandolin), Bobby Slone (basse))[4],[10].

- 1971 : The Model Church (Lemco LP-réédité en 1978: Rebel SLP-1585)(Doyle Lawson (guitare, vocal), Larry Rice (en) (mandolin), Bobby Slone (basse))[4],[10]

- 1973 : Bluegrass Evolution (with Tony Rice: (guitare Lead Vocals) & Larry Rice: (Mandolin)) (recorded by Starday, April 1973; publié en 1978 by Gusto GT-0010)[13][4]

### J.D. Crowe and the New South
- 1975 : J. D. Crowe & The New South (en) (Rounder 0044) (avec Tony Rice (guitare, lead Vocals), Jerry Douglas (Dobro), Ricky Skaggs (violon, Mandoline), Bobby Slone) (basse)[14].

- 1978 : You Can Share My Blanket (Rounder 0096) (avec Glenn Lawson (en) (guitare, lead Vocals), Jimmy Gaudreau (mandolin), Bobby Slone (violon), Randy Best (e-basse); guests: Jim Murphy (Pedal steel guitar, Dobro), Charlie McCoy (Harmonica)), Karl Himmel (batterie))[10].

- 1980 : My Home Ain't in the Hall of Fame (Rounder 0103) (avec Keith Whitley, (guitare, lead vocals), Jimmy Gaudreau, (mandolin), Bobby Slone (violon), Steve Bryant, (e-basse) guests: Doug Jernigan (Pedal steel guitar, dobro), Jimmy Ashby (batterie))[10].

- 1982 : Somewhere Between (Rounder 0153 (avec Keith Whitley, (guitare, lead vocals), Wendy Miller, (mandolin), Bobby Slone (violon), Steve Bryant (e-basse), guests: Doug Jernigan (Pedal steel guitar, dobro), Kenny Malone (en) (batterie), Pete Wade (e-guitare), The Jordanaires (Harmony Vocals))[12]

- 1982 : Live in Japan (Rounder 0159) enregistré à Tokyo, 11-1979 (avec Keith Whitley, (guitare, lead vocals), Jimmy Gaudreau, (mandolin), Bobby Slone (violon), Steve Bryant, (e-basse))[12]

- 1986 : Straight Ahead (Rounder 0202) (avec  Tony King, (guitare, lead vocals), Wendy Miller, Sam Bush (en), Bobby Slone (violon), Jerry Douglas (Dobro), Randy Hayes (basse, batterie)[10]

- 1994 : Flashback (Rounder CD 0322 ) (Richard Bennett (guitare, lead vocals), Don Rigsby (mandolin), Phil Leadbetter (Dobro), Randy Howard (violon), Curt Chapman (basse))[15].

- 1999 : Come On Down to My World (Rounder 0422) (Greg Luc (guitare, Lead Vocals), Buddy Spicher, Glen Duncan (violon), Dwight McCall (mandolin), Phil Leadbetter (Dobro, Rickey Wasson (guitar), Curt Chapman (basse))[16]

- 2006 : Lefty's Old Guitar (Rounder 0512) (Rickey Wasson (Guitar, Lead Vocals), Dwight McCall (mandolin), Ron Stewart (violon), Harold Nixon (basse))[17]

### The Bluegrass Album Band
membre du Bluegrass Album Band : Tony Rice (guitar), J.D. Crowe (banjo), Doyle Lawson (en) (mandoline), Bobby Hicks (violon), Todd Phillips (en) (basse, excepté en 1989: Mark Schatz (en)).
Membres additionels - depuis 1983 (Vol 5 & 6) : Jerry Douglas - depuis 1989 (Vol 6) : Vassar Clements 
- 1980 : The Bluegrass Album (Rounder 0140)

- 1982 : The Bluegrass Album, Vol.2 (Rounder 0140)

- 1983 : The Bluegrass Album, Vol.3: California Connection (Rounder 0180)

- 1984 : The Bluegrass Album, Vol.4 (Rounder 0210)

- 1989 : The Bluegrass Album, Vol.5: Sweet Sunny South (Rounder 0240)

- 1996 : The Bluegrass Album, Vol.6: Bluegrass Instrumentals (Rounder 0330)

### Crowe, Lawson & Williams
- 2010 : Old Friends Get Together (Mountain Home MH 1292)[19]

- 2014 : Standing Tall And Tough Mountain Home MH 1502)[20]

### Comme musicien de session
- 1963 : Charlie Monroe – Bluegrass Sound (REM LP-1003, réédité en 1982 comme : Songs He Made Famous by Old Homestead OHCS 304) (avec J.D. Crowe (banjo), B. Joslin (violon), E. Stacy (basse)[6] [21]

- 1965 : Charlie Monroe – Lord build me a cabin (REM RL 1010) (avec J.D. Crowe (banjo), B. Lucas, Paul Mullins (violon), K. Whalen, B. Wassumm, K. O. Durham, (guitare, T., Sharp (basse)[6] [22]

- 1969 : Joe Green – Joe Greene's Fiddle Album (County 722) (avec J.D. Crowe (banjo), Roland White (en) (mandoline), Chubby Wise (en) (guitare), Benny Williams (basse)) [23]

- 1970 : Dan & Louise Brock – Kentucky Songbag (Donerail 201) (avec J.D. Crowe (banjo), Doyle Lawson (guitare), Bobby Slone (violon))[24],[25].

- 1974 : Tony Rice – Freeborn Man  (King Bluegrass KB 529) (J.D. Crowe, Larry Rice, Bobby Slone)

- 1975 : Larry Rice (en) – Mr. Poverty (King Bluegrass KB-543) (avec J.D. Crowe (banjo), Tony Rice (guitare), Ricky Skaggs (violon), Jerry Douglas (Dobro), Bobby Slone (basse), producteur : Tony Rice)

- 1977 : Doyle Lawson (en) – Tennessee Dream (County 766, réédition 2002, Rebel CD-1778) (avec J.D. Crowe (banjo), James Bailey (guitare, banjo) Kenny Baker (violon), Jerry Douglas (Dobro), Bobby Slone (basse))

- 1977 : Tony Rice – Tony Rice (Rounder 0085)

- 1988 : David Grisman – Home Is Where The Heart Is (Rounder CD0251/0252) (5 pistes avec J.D. Crowe (banjo) et Tony Rice (guitare))

- 1991 : Vassar Clements – Grass Routes (Rounder CD0287) (avec J.D. Crowe (banjo), Jesse McReynolds (mandoline), Buddy Spicher (en) (2° violon), David Grier (en) (guitare), Roy Huskey Jr. (en) (basse))

- 2000 : Keith Whitley Sad Songs and Waltzes (Rounder CD 0399 ; comprend 6 pistes tirées de l'album de New South : Somewhere Between, Rounder 0153) Produit by J.D. Crowe et Don Gant

Et d'autres sessions, parmi d'autres, avec : Red Allen (en), Ronnie Bowman (en), Sam Bush (en), Jerry Douglas, Jimmy Gaudreau, Richard Greene, Tom T. Hall, Michael Johnathon (en)], Phil Leadbetter (en), Don Rigsby (en),
Ricky Skaggs…